# Ctenogobius yaoshanensis
Ctenogobius yaoshanensis és una espècie de peix de la família dels gòbids i de l'ordre dels perciformes que es troba a Àsia: la Xina.
És un peix d'aigua dolça i de clima temperat. És inofensiu per als humans.